# Franz Krones
Franz Xaver Krones Ritter von Marchland, född 19 november 1835 i Ungarisch-Ostrau, Mähren, död 17 oktober 1902 i Graz, var en österrikisk historiker.
Krones var från 1865 professor i österrikisk historia vid universitetet i Graz. Han författade ett stort antal arbeten, berörande olika perioder av Österrikes och Ungerns historia.